# Dýka (film)
Dýka (v anglickém originále Jacknife) je americký dramatický film z roku 1989. Režisérem filmu je David Jones. Hlavní role ve filmu ztvárnili Robert De Niro, Ed Harris, Kathy Baker, Sloane Shelton a Ivan Brogger.

## Ocenění
Ed Harris byl za svou roli v tomto filmu nominován na Zlatý glóbus.

## Obsazení
| Robert De Niro    | Megs                  |
| Ed Harris         | Dave                  |
| Kathy Baker       | Martha                |
| Sloane Shelton    | Shirley               |
| Ivan Brogger      | mechanik              |
| Michael Arkin     | dispečer              |
| Tom Isbell        | Bobby Buckman         |
| Kirk Taylor       | střelec v helikoptéře |
| Charles S. Dutton | Jake                  |